# Mary Augusta Ward
Pour les articles homonymes, voir Ward.
Cet article possède un paronyme, voir Mary Ward.
Marie Augusta Ward, née le 11 juin 1851 et morte le 24 mars 1920, est une romancière britannique ayant écrit sous son nom de femme mariée, Mme Humphry Ward.

## Biographie
Elle est née à Hobart en Tasmanie (Australie), dans une famille de grands intellectuels, écrivains et pédagogues. Elle est la fille de Tom Arnold  professeur de littérature, et Julia Sorrell. Elle est la sœur de la militante Ethel Arnold et la nièce de Matthew Arnold.
Son père, nommé inspecteur des écoles du Territoire de Van Diemen (aujourd'hui la Tasmanie) entre en fonction le 15 janvier 1850. Il se convertit au catholicisme le 12 janvier 1856. Cela lui vaut d'être rejeté dans son milieu professionnel au point qu'il doit regagner l'Angleterre. Marie Arnold a cinq ans quand ses parents quittent la Tasmanie avec laquelle elle ne garde pour cette raison aucun lien.
Elle vit une grande partie de son temps avec sa grand-mère puis fréquente divers pensionnats et retourne vivre à 16 ans avec ses parents à Oxford, où son père est maître de conférences en histoire. Cette partie de sa vie est à l'origine d'un roman, Marcella, publié en 1894.
Le 6 avril 1872 — elle n'a pas 21 ans —, Mary épouse Humphry Ward qui est aussi écrivain et éditeur. Les neuf années suivantes, elle continue à vivre à Oxford.
Elle se familiarise avec le français, l'allemand, l'italien, le latin et le grec. Elle traduit le Journal d'Amiel et en publie la traduction en 1887. En 1903, elle publie à la Revue des deux Mondes une nouvelle en français « L’expédition de Mytilène (1901) - Journal d’un officier de marine » qui relate l’intervention de l’escadre du Levant à Lesbos, île ottomane, en vue d’obtenir le règlement de la créance Tubini-Lorando, du point de vue d’un lieutenant de vaisseau affecté sur le croiseur cuirassé Faidherbe. Très documentée sur la vie militaire et bourgeoise des officiers de marine de l’époque, cette œuvre ressemble, y compris stylistiquement, aux ouvrages quasi contemporains de l’officier et écrivain Claude Farrère.
Son roman le plus populaire, Robert Elsmere, raconte le conflit entre le jeune pasteur Robert Elsmere et sa femme Catherine. Le premier est troublé dans sa foi par les résultats de la critique radicale et cette évolution se heurte à la piété quelque peu étroite de sa jeune épouse, de sorte que les voici dans une impasse. Le pasteur avoue à sa femme qu'il ne croit plus à l'Incarnation ni à la Résurrection. Il quitte l'Église d'Angleterre et fonde une nouvelle Église puis meurt. Son épouse lui reste fidèle et connaît une évolution dans sa croyance du même type que celle de son mari.
Pour Yves Chevrel , commentateur d'Antonio Fogazzaro, de Roger Martin du Gard et de Joseph Malègue, il n'y a un anachronisme apparent à considérer ce livre comme lié au modernisme. Il signale que Mary Ward elle-même considérait que son oncle Matthew Arnold était un moderniste avant l'heure et que la romancière anglaise utilise le terme dans The Case of Richard Meynell en 1911.

## Adaptations au théâtre et au cinéma
- 1921 :  The Marriage of William Ashe par Edward Sloman